# کلارا نونس
کلارا نونس (تلفظ در پرتغالی: [ˈklaɾɐ ˈnunis]، ۱۲ اوت ۱۹۴۲ – ۲ آوریل ۱۹۸۳) خواننده سامبا برزیلی بود که یکی از برترین‌های نسل خود محسوب می‌شود. او اولین خواننده زن در برزیل بود که بیش از ۱۰۰٬۰۰۰ نسخه از یک آلبوم را به فروش رساند، با آهنگ «Tristeza Pé No Chão" و دستاوردهای او در ژانر سامبا عنوان «ملکه سامبا» را برای او به ارمغان آورد.
او با آهنگ‌های سامبا که توسط آهنگسازانی مانند نلسون کاواکینیو، پائولینیو داویولا و چیکو بوارک نوشته شده بود، به‌علاوه آهنگ‌های اختصاص داده شده به اریشا و پورتلا، مکتب مورد علاقه‌اش در سامبا، به موفقیت چشمگیری دست یافت. از جمله موفقیت‌های او که در ۱۶ آلبوم انفرادی ضبط شده است، می‌توان به "Você passa, eu acho graça" (1968), "Ê baiana" (1971), "Conto de areia" (1974), "O mar serenou" (1975), "Coração leviano" (1977), "Na linha do mar" (1979), "Morena de Angola" (1980), and "Nação" (1982). اشاره کرد. نونس در اوج کار خود، بیش از یک میلیون نسخه از هر آلبومی را که منتشر می‌کرد به فروش می‌رساند.
نونس همچنین پژوهشگر ریتم‌ها و فولکلور موسیقی عامه پسند برزیل بود و چندین بار به آفریقا سفر کرد تا ریشه‌های موسیقی سیاه را جستجو کند. او که با رقص‌ها و سنت‌های آفریقایی- برزیلی آشنا بود، در اواخر عمر خود به کاندومبله گروید. در ۲ آوریل ۱۹۸۳، او در ۴۰ سالگی پس از آنافیلاکسی در طی یک عمل جراحی برای درمان رگ‌های واریسی درگذشت. او حتی امروز یکی از محبوب‌ترین خواننده‌های برزیل است.

## زندگی‌نامه

### اوایل زندگی
کلارا فرانسیسکا گونسالوز در ۱۲ اوت ۱۹۴۲ در سدرو، پاراوپبا، میناس گرایس،1 متولد شد که تا سن ۱۶ سالگی در آنجا زندگی کرد. او کوچک‌ترین فرزند مانوئل پریرا د آرائوخو و آملیا گونسالوس نونس بود. پدرش نجار در کارخانه نساجی سدرو و کاکوئیرا بود و در شهر به نام مانه سرادور معروف بود.2 او همچنین یک گیتاریست و شرکت کننده در جشنواره محلی سه پادشاه بود. مانوئل در سال ۱۹۴۴ درگذشت و اندکی بعد، کلارا جوان مادرش را نیز از دست داد. او که یتیم شده بود، توسط خواهر بزرگترش دینینیا (ماریا گونسالوس) و برادر خوزه (معروف به زی چیلاو) بزرگ شد. در آن زمان، کلارا در کلاس‌های تعلیمی در کلیسای جنگ صلیبی عشا شرکت می‌کرد. در آنجا، او همچنین در گروه کر کلیسا به زبان لاتین خوانندگی کرد.
به گفته خودش، او با گوش دادن به کارمن کوستا، آنجلا ماریا، و به ویژه الیزث کاردوسو و دالوا دی اولیویرا بزرگ شد، آنجلا ماریا همیشه تأثیر زیادی بر موسیقی او داشته است، حتی با اینکه سبک منحصر به فرد خود را حفظ می‌کرد. در سال ۱۹۵۲، به عنوان یک دختر جوان، کلارا اولین مسابقه خوانندگی خود را که در زادگاهش برگزار شد، با اجرای «Recuerdos de Ypacaraí» برنده شد. به عنوان جایزه، او برنده یک لباس آبی شد. کلارا در ۱۴ سالگی در کارخانه سدرو و کاکوئیرا بافنده شد، همان کارخانه‌ای که پدرش نیز در آن کارمند بود.
در سال ۱۹۵۷ در سن ۱۶ سالگی پس از اینکه برادرش زی چیلاو، دوست پسرش را به قتل می‌رساند. به بلو هوریزونته نقل مکان کرد. در پایتخت ایالت، کلارا با خواهرش ویسنتینا و برادرش جواکیم زندگی می‌کرد. در آنجا روزها به عنوان بافنده کار می‌کرد و شب‌ها به مدرسه می‌رفت. آخر هفته‌ها، کلارا در تمرینات گروه کر رنسانس، در کلیسای محله‌ای که در آن زندگی می‌کرد، شرکت می‌کرد. در آن زمان، او با نوازنده گیتار جادیر آمبروسیو، که به ساختن سرود کروزیرو شهرت داشت، آشنا شد. او که به خاطر صدای او تحسین شده بود، کلارا را برای خواندن در چندین برنامه رادیویی محلی، مانند Degraus da Fama، که در آن او با نام کلارا فرانسیسکا اجرا می‌کرد، برد.

### تغییر نام و موفقیت اولیه
در اوایل دهه ۱۹۶۰، کلارا همچنین با آئورینو آرائوخو (برادر ادواردو آرائوخو) آشنا شد که او را به بسیاری از هنرمندان معرفی کرد. آئورینو نیز برای ده سال دوست پسر او بود. سید کاروالیو تهیه‌کننده رکورد او را متقاعد کرد تا با استفاده از نام مادرش، نام هنری خود را به کلارا نونز تغییر دهد. او یک بار دیگر نام خود را تغییر داد و پس از ازدواج به کلارا فرانسیسکا گونسالوس پینیرو تبدیل شد.
در سال ۱۹۶۰، که هنوز به عنوان بافنده کار می‌کرد، در مسابقه میناس گرایس مسابقه‌ای به نام «صدای طلایی ABC" با اجرای «Serenata do Adeus» ساخته شده توسط وینیسیوس دی مورائس و قبلاً توسط الیزث کاردوسو ضبط شده بود، برنده شد. در مرحله ملی این مسابقه که در سائو پائولو برگزار شد، او با آهنگ «Só Adeus» (ساخته شده توسط جایر آموریم و اوالدو گوویا) به مقام سوم رسید.
پس از آن، کلارا نونز شروع به خواندن در رادیو Inconfidência در بلو هوریزونته کرد. او برای سه سال متوالی به عنوان بهترین خواننده رادیویی میناس گرایس انتخاب شد. او همچنین به عنوان خواننده در کلوپ‌های شبانه و بارها در پایتخت ایالت شروع به اجرای برنامه کرد و بعداً با نوازنده بیس، میلتون ناسیمنتو، که در آن زمان با نام بیتوکا شناخته می‌شد، همکاری کرد. در آن زمان، او اولین حضور خود را در تلویزیون انجام داد و در برنامه هبه کامارگو در بلو هوریزونته اجرا کرد. در سال ۱۹۶۳، نونس برنامه تلویزیونی خود را در کانال بلو هوریزونته ایتاکولومی با عنوان کلارا نونس تقدیم می‌کند دریافت کرد. در این برنامه که به مدت یک سال و نیم پخش شد، از هنرمندان مشهوری مانند آلتمار دوترا و آنجلا ماریا به عنوان مهمان پذیرایی کرد.
پس از پایان برنامه تلویزیونی خود، در سال ۱۹۶۵، کلارا به محله کوپاکابانا در ریو دو ژانیرو نقل مکان کرد تا یک حرفه ملی را به عنوان خواننده دنبال کند.

### اولین ضبط‌ها
پس از چند ال‌پی با سبک‌های مختلف، او در دهه ۱۹۷۰ خواننده سامبا شد و به شهرت رسید. در سال ۱۹۷۴، کلارا با سامبا «Conto de Areia» موفق شد و آلبوم او تقریباً ۳۰۰٬۰۰۰ نسخه فروخت. این یک دستاورد قابل توجه بود که به لغو این ایده کمک کرد که زنان قادر به تبدیل شدن به فروشندگان موسیقی بزرگ (در برزیل) نیستند و در نتیجه شرکت‌های دیگر را تشویق کرد تا روی سایر نوازندگان زن سامبا سرمایه‌گذاری کنند، مانند السیونه و بث کاروالیو. در سال ۱۹۷۵، او به اروپا سفر کرد.
آلبوم‌های زیر او را به همراه دو نوازنده فوق‌الذکر به یکی از «سه ملکه سامبا» زمان خود تبدیل کردند. در نیمه دوم دهه، او هر سال یک آلبوم منتشر کرد که همه آنها فروش خوبی داشتند و دارای قطعات تاریخی مانند «Juízo Final»، »Coração Leviano» و «Morena de Angola» بودند. آهنگ‌های دیگر عبارتند از: "Você Passa e Eu Acho Graça"، "Ê Baiana" , "Ilu Ayê - Terra da Vida", "Tristeza, Pé no Chão" , "A Deusa dos Orixás", "Macunaíma" , "O Mar Serenou" , "As Forreçaeira", "As Forreçae" , "As Forreçae" Mangaio" , "Portela na Avenida" و "Nação".
کلارا همچنین به خاطر آهنگ‌هایی که از ریتم‌های اومباندا ساخته شده بود، مذهب آفریقایی-برزیلی‌اش، و لباس‌های معمولی‌اش معروف بود، زیرا همیشه لباس سفید می‌پوشید و گردنبندها و مهره‌های آفریقایی زیادی می‌پوشید.

### مرگ
در ۵ مارس ۱۹۸۳، کلارا نونس تحت یک عمل جراحی به ظاهر ساده برای درمان رگهای واریسی قرار گرفت، اما در نهایت به یکی از اجزای داروی بیهوشی واکنش آلرژیک نشان داد. کلارا دچار ایست قلبی شد و به مدت ۲۸ روز در بخش مراقبت‌های ویژه کلینیکا سائو ویسنته بستری شد. در همین حال، این خواننده قربانی مجموعه‌ای از گمانه‌زنی‌ها بود که در رسانه‌ها دربارهٔ بستری شدنش در بیمارستان منتشر شد، از جمله «لقاح مصنوعی، سقط جنین، اقدام به خودکشی و همسر آزاری توسط همسرش». اتفاق مشابهی پس از مرگ دوست او، خواننده الیس رجینا، در سال قبل رخ داد.
در صبح روز ۲ آوریل ۱۹۸۳ - یک شنبه مقدس - کلارا نونس در سن ۴۰ سالگی رسماً مرده اعلام شد و قربانی شوک آنافیلاکتیک شد. تحقیقاتی که توسط شورای پزشکی منطقه ای ریودوژانیرو برای بررسی اینکه آیا قصور پزشکی در این پرونده وجود داشته است، تشکیل شد که گمانه زنی‌ها در مورد علت مرگ او را افزایش می‌دهد. تشییع جنازه این خواننده با حضور بیش از ۵۰٬۰۰۰ نفر در دادگاه مدرسه پورتلا سامبا برگزار شد. دفن او در سمیتریو سائو ژوائو باتیستا با انبوهی از طرفداران و دوستان همراه بود. به افتخار او، خیابانی در اسوالدو کروز که پورتلا در آن قرار دارد به نام او نامگذاری شد.

## آلبوم‌شناسی
- 1966 A voz adorável de Clara Nunes
- 1968 Você passa eu acho graça
- 1969 A beleza que canta
- 1971 Clara Nunes
- 1972 Clara Clarice Clara
- 1973 Clara Nunes
- 1973 Poeta, Moça e Violão (با وینیسیوس دی مورائس و توکینیو)
- 1974 Brasileiro Profissão Esperança (با پائولو گراسیندو)
- 1974 Alvorecer
- 1975 Claridade
- 1976 Canto das três raças
- 1977 Forças da naturalza
- 1978 Guerreira
- 1979 Esperança
- 1980 Brasil Mestiço
- 1981 Clara
- 1982 Nação